# Оне (Женева)
Оне (фр. Onex) — місто  в Швейцарії в кантоні Женева.

## Географія
Місто розташоване на відстані близько 135 км на південний захід від Берна, 5 км на південний захід від Женеви.
Оне має площу 2,8 км², з яких на 77,3% дозволяється будівництво (житлове та будівництво доріг), 6% використовуються в сільськогосподарських цілях, 13,1% зайнято лісами, 3,5% не є продуктивними (річки, льодовики або гори).

## Демографія
2019 року в місті мешкало 19 058 осіб (+8% порівняно з 2010 роком), іноземців було 36%. Густота населення становила 6758 осіб/км².
За віковим діапазоном населення розподілялося таким чином: 21,8% — особи молодші 20 років, 58,7% — особи у віці 20—64 років, 19,5% — особи у віці 65 років та старші. Було 7740 помешкань (у середньому 2,4 особи в помешканні).